# Trisetipsylla sinica
Trisetipsylla sinica är en insektsart som beskrevs av Yang och Li 1984. Trisetipsylla sinica ingår i släktet Trisetipsylla och familjen rundbladloppor. Inga underarter finns listade i Catalogue of Life.